# 韋爾蓋特商場

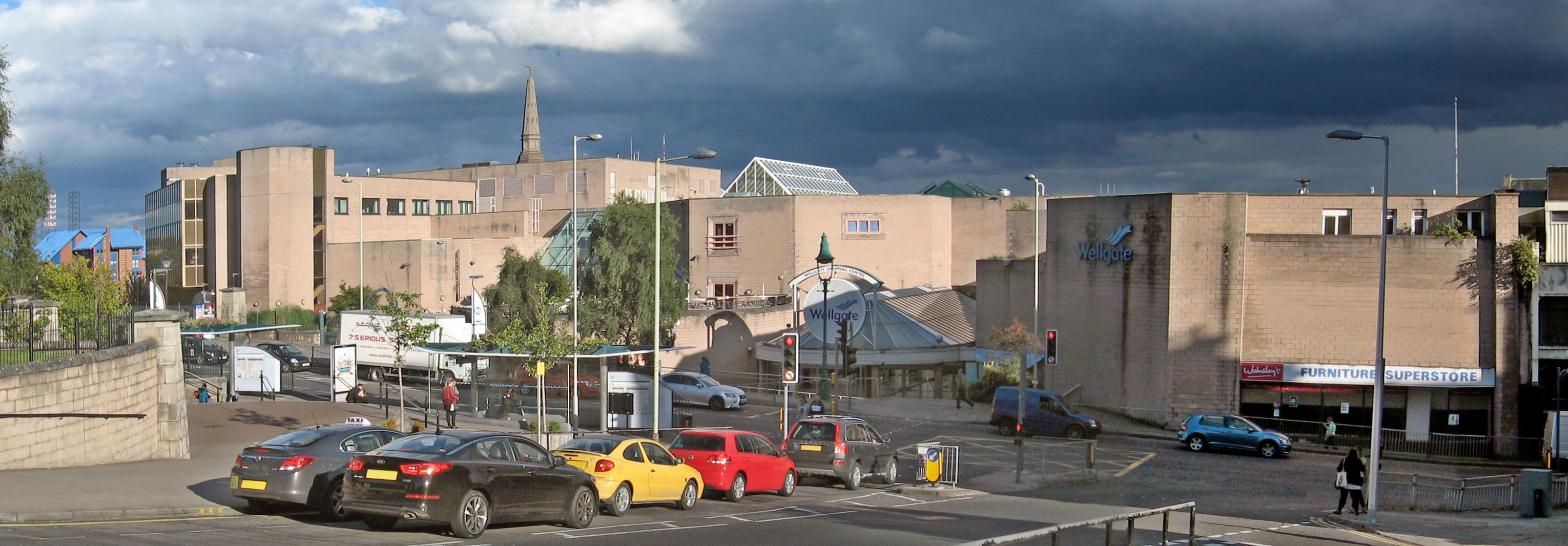
商場另一入口，攝於2015年

韋爾蓋特商場（英語：Wellgate Shopping Centre）是位於蘇格蘭鄧迪市內的兩個大型商場之一，設有兩層購物樓層，一層食肆中心及圖書館。

## 歷史
商場於1970年代末動工興建，名稱以商場原址的街道韋爾蓋特街命名。
2013年7月，據報導商場持有人有意翻新商場，包括含有一個900座的電影院。2018年8月，翻新計劃再度被提出討論，鄧迪市議會的民調顯示大多數人都支持商場翻新。
最初韦尔盖特是一条位于 Hilltown 和 Murraygate 之间的大道。

## 外部連結
- 官方網站 （页面存档备份，存于）